# National Highway 38
National Highway 38 (NH 38) ist eine Hauptfernstraße im Bundesstaat Assam im Nordosten des Staates Indien mit einer Länge von 54 Kilometern. Sie beginnt in Makum am NH 37 und führt nach Lekhapani an den NH 153.